# عروس (مجموعه تلویزیونی)
عروس یک مجموعه تلویزیونی محصول سال ۱۳۸۲–۱۳۸۳ به کارگردانی پویان طایفه، نویسندگی علیرضا اکبری و تهیه‌کنندگی مریم بهاری می‌باشد که از شبکه دو پخش شد. این مجموعه در ۱۳ قسمت ۴۵ دقیقه‌ای تهیه شد.

## داستان مجموعه
فریبرز جوانی ۲۷ ساله اهل ارومیه که در تهران در منزل پدربزرگش زندگی می‌کند و و در دانشکده اقتصاد تحصیل می‌نماید به دلیل اینکه از نظر اقتصادی وابسته به خانواده نباشد در صدد است تا کاری پیدا کند و تصمیم می‌گیرد که با ماشین بسیار قدیمی و عتیقه پدربزرگش جهت استفاده در عروسیها کسب درآمد نماید که ماجراهایی را می‌آفریند.

## بازیگران
- حمیده خیرآبادی
- مرتضی احمدی
- ابوالفضل پورعرب در نقش فریبرز
- داریوش اسدزاده در نقش پدربزرگ
- رامین ناصرنصیر
- سروش خلیلی
- شمسی فضل‌الهی در نقش مادربزرگ
- فریبرز علی‌اکبرپور در نقش داماد خانواده
- فلامک جنیدی
- گلشید اقبالی
- مهرانه مهین ترابی در نقش دختر خانواده
- بهار نوحیان

## عوامل تولید
- مصممة المسرح والأزياء: زهراء بوبان است
- مدير التصوير: علي رضا صديقي
- الإنتاج: مریم بهاري
- مدير الصوت: شاهرخ محمدي
- مصممة المجراء: منیجة حاتم‌آبادي